# Malala López Grandio
María Laura López Grandío, más conocida como Malala López Grandio (n. Buenos Aires, Argentina, 1972 - f. Buenos Aires, Argentina; 28 de junio de 2003) fue una cocinera y conductora argentina de televisión.

## Biografía
"Malala" supo desde muy chica que quería ser cocinera. Estudió y se recibió de chef especialista en repostería artesanal. Se hizo muy conocida en los medios televisivos debido a su forma de enseñar sus propias recetas de manera picaresca y hasta infantiles. Además de dedicarse a la cocina fue docente de pastelería de una escuela para chef.

## Televisión
Sus trabajo en Televisión por los que se hizo reconocida y respetada en el canal de cable fue en Todo Dulce, emitido semanalmente por Utilísima Satelital desde 1998 hasta su fallecimiento y A La Carta junto a la conducción de Vanessa Miller desde 1999 al 2001. Estuvo en el equipo del primer programa presentando sus deliciosas comidas acompañada originalmente por Maru Botana y finalizando con Max Casá. Se destacó por sus sketches en donde le agregaba humor a las emisiones de la tarde, ya sea vestida como Bruja para la semana de "Halloween", como profesora sexy o del personaje "La Sirenita". 
En "A La Carta", "Malala" al igual que otros cocineros de la señal servían de CO-EQUIPER de artistas del momento, que eran invitados a competir por quién cocinaba el mejor plato.

## Obras
Publicó en junio del 2002 de la mano de Utilísima un libro de cocina titulado La nueva repostería.

## Tragedia y fallecimiento
"Malala" López Grandio falleció el 28 de junio de 2003 tras un terrible accidente automovilístico a la altura de la Panamericana, ocurrido minutos después de las 18. El vehículo Seat León con el que se dirigía junto a su madre, hermana y sobrinos se desplazaba a altísima velocidad, salió sin control de la vía rápida y tras chocar contra el guardrail, dio de lleno contra una columna de alumbrado, para terminar con su chasis partido en dos. "Malala" que estaba de tres meses de embarazo murió en el acto. En el accidente también murieron su madre, Silvia Espósito y su sobrino de cuatro años llamado Ramiro. Su hermana, Silvia López Grandio, fue trasladada de urgencia al hospital de Los Polvorines. La sobrina de dos años, se salvó al quedar sujeta por el cinturón de seguridad a la silla especial para niños en la que viajaba en la parte posterior del vehículo, pero falleció horas después de ser internada. El canal Utilísima y sus compañeros del programa le hicieron un homenaje recordatorio.